# إريك فيرستابين
إريك فيرستابين (بالهولندية: Eric Verstappen)‏ هو لاعب كرة قدم هولندي في مركز حراسة المرمى، ولد في 19 مايو 1994 في فينلو في هولندا. لعب مع نادي آيندهوفن.

## وصلات خارجية
- إريك فيرستابين على موقع الاتحاد الدولي (مؤرشف)  (الإنجليزية)
- إريك فيرستابين على موقع الاتحاد الأوربي (الإنجليزية)
- إريك فيرستابين على موقع قاعدة بيانات كرة القدم.إي يو (الإنجليزية)
- إريك فيرستابين على موقع Soccerway.com (الإنجليزية)
- إريك فيرستابين على موقع عالم كرة القدم.نت (الإنجليزية)